# Fixin
Fixin ist eine französische Gemeinde und einer der nördlichen Weinbauorte an der Côte de Nuits im Département Côte-d’Or in Bourgogne-Franche-Comté mit 717 Einwohnern (Stand 1. Januar 2022). Sie liegt etwa acht Kilometer südlich von Dijon.

## Sehenswürdigkeiten
- Etwa 650 m oberhalb des Ortes  liegt der Parc Noisot. Dort steht im Wald das von François Rude geschaffene Denkmal „Napoléon s’éveillant à l’Immortalité“. Es wurde seinerzeit von einem Offizier seiner kaiserlichen Garde gestiftet.
- In dem Weiler Fixey steht die älteste Kirche der Côte d’Or aus dem 10. Jahrhundert mit einem Dach im Stil des Hôtel-Dieu de Beaune

## Weinanbaugebiet
→ Fixin (Weinbaugebiet)
Die Winzer von Fixin können ihren Wein wahlweise unter dem Gemeindenamen oder als Côte de Nuits-Villages verkaufen.
Die Weine haben eine starke Ähnlichkeit mit denen von Gevrey-Chambertin, lassen aber dessen Glanz ein wenig vermissen. Besonders hervorzuheben unter den Premiers Crus sind  Clos de la Perrière und Clos du Chapitre. Beide Lagen befinden sich am westlichen Ortsrand.